# Gado-Badzéré
Gado-Badzéré (ou Gado-Badjere) est une localité du Cameroun située dans le département du Lom-et-Djérem et la région de l'Est, à proximité de la frontière centrafricaine. Elle fait partie de l'arrondissement (commune) de Garoua-Boulaï et du canton de Doka. 

## Population
En 1966, Badzere comptait 758 habitants, des Gbaya.
Lors du recensement de 2005, 2 498 personnes y ont été dénombrées.
Dès le début des années 2000, des réfugiés en provenance de la République centrafricaine ont commencé à affluer dans la région. Les guerres civiles successives ont accéléré ce mouvement et en 2014 un important camp de réfugiés a été installé à Gado-Badzéré. Selon les chiffres de l'UNHCR, au 31 mars 2018, la population du site de Gado s'élève à 24 678 réfugiés centrafricains, dont 58 % ont moins de 18 ans.
Outre les problèmes humanitaires, cette situation constitue également une menace pour l'environnement en accélérant le déboisement, mais les réfugiés recherchent leurs propres solutions, par exemple en recyclant des déchets végétaux. 

## Éducation
En 1966, Badzere possédait une école catholique à cycle incomplet.
En 2018, Gado-Badzéré est doté d'un collège public (CES).